# Marek Polak
Marek Władysław Polak (ur. 19 listopada 1963 w Wadowicach) – polski polityk, poseł na Sejm V, VI, VII, VIII i IX kadencji.

## Życiorys
Absolwent technikum mechanicznego. Pracował w przedsiębiorstwach przemysłowych. Od 2002 do 2005 zasiadał w radzie miejskiej Andrychowa. 
W 2005 z listy Prawa i Sprawiedliwości został wybrany na posła V kadencji w okręgu chrzanowskim. W wyborach parlamentarnych w 2007 po raz drugi uzyskał mandat poselski, otrzymując 12 549 głosów. W wyborach w 2011 z powodzeniem ubiegał się o reelekcję, dostał 6341 głosów. W 2015 i 2019 był ponownie wybierany do Sejmu, otrzymując odpowiednio 3345 głosów oraz 16 130 głosów. W wyborach w 2023 nie utrzymał mandatu na kolejną kadencję. 
W 2024 uzyskał mandat radnego powiatu wadowickiego.

## Odznaczenia
- Krzyż Kawalerski Orderu Odrodzenia Polski (2025)[6]